# Mamma (film 1909)
Mamma è un cortometraggio muto del 1909 diretto da David W. Griffith di cui non si hanno altri dati.

## Produzione
Il film fu prodotto dall'American Mutoscope & Biograph.